# Pompéi (film, 2019)
Pour les articles homonymes, voir Pompéi (homonymie).
Pour plus de détails, voir Fiche technique et Distribution.
Pompéi est un film dramatique franco-belgo-canadien réalisé par Anna Falguères et John Shank et sorti en 2019.

## Fiche technique
- Titre original : Pompéi
- Réalisation : Anna Falguères et John Shank
- Scénario : Anna Falguères et John Shank
- Décors : Thomas Salabert
- Costumes : Claire Dubien
- Photographie : Florian Berutti
- Montage : Julie Brenta
- Musique :
- Producteur : Valérie Bournonville, Clément Duboin, Jasmyrh Lemoine et Joseph Rouschop
  - Producteur délégué : Karim Cham
- Société de production : Tarantula Belgique et Micro_scope
  - SOFICA : Cinémage 13
- Sociétés de distribution : Good Fortune Films
- Pays d'origine :  Belgique,  France et  Canada
- Langue originale : français
- Format : couleur
- Genre : drame
- Durée : 90 minutes
- Dates de sortie :
  - Canada : 6 septembre 2019 (Toronto)
  - France : 26 août 2020

## Distribution
- Aliocha Schneider : Victor
- Garance Marillier : Billie
- Vincent Rottiers : Toxou
- Auguste Wilhelm : Jimmy
- Siham Laroussi : Eva
- Judith Williquet : Hélène
- Julien Pillet : Guido
- Allen Altman : la voix de l’homme dans le feuilleton télévisé